# Psaenythia litoralis
Psaenythia litoralis är en biart som beskrevs av Holmberg 1921. Psaenythia litoralis ingår i släktet Psaenythia och familjen grävbin. Inga underarter finns listade i Catalogue of Life.